# Glossophyte
Glossophyte là một nhánh thực vật có hạt bao gồm các loài thuộc bộ Glossopteridales và hậu duệ của chúng. Nhánh này chứa chi Dây gắm và thực vật có hoa, cũng như bộ Á tuế.
Mặc dù quan hệ giữa các đơn vị phân loại trong nhánh có phần không chắc chắn, tính đơn ngành của nhánh này đã được khẳng định thông qua các phương pháp phân tử.
Glossophyte được cho là khởi phát từ kỷ Permi, tức là khi hóa thạch của các loài thuộc bộ Glossopteridales được ghi nhận.